# Balesmes-sur-Marne
Balesmes-sur-Marne is een plaats en voormalige gemeente in het Franse departement Haute-Marne in de regio Grand Est en telt 247 inwoners (1999). De plaats maakt deel uit van het arrondissement Langres.

## Geschiedenis
Op 1 januari 2016 werd de gemeente opgeheven en opgenomen in de aangrenzende gemeente Saints-Geosmes.

## Geografie
De oppervlakte van Balesmes-sur-Marne bedraagt 12,5 km², de bevolkingsdichtheid is 19,8 inwoners per km².
De onderstaande kaart toont de ligging van Balesmes-sur-Marne met de belangrijkste infrastructuur en aangrenzende gemeenten.

## Demografie
Onderstaande figuur toont het verloop van het inwonertal (bron: INSEE-tellingen).